# Ulanhots flygplats
Ulanhots flygplats är en flygplats i Kina. Den ligger i den autonoma regionen Inre Mongoliet, i den norra delen av landet, omkring 1 000 kilometer nordost om regionhuvudstaden Hohhot. Ulanhot Airport ligger 276 meter över havet.
Runt Ulanhot Airport är det tätbefolkat, med 442 invånare per kvadratkilometer. Närmaste större samhälle är Ulanhot, 5,1 km öster om Ulanhot Airport. Trakten runt Ulanhot Airport består i huvudsak av gräsmarker.
Genomsnittlig årsnederbörd är 690 millimeter. Den regnigaste månaden är juli, med i genomsnitt 264 mm nederbörd, och den torraste är januari, med 4 mm nederbörd.